# Mklivecd
mklivecd es un script para las distribuciones Linux basadas en Debian, o bien, para esta misma distribución, que permite compilar una "instantánea" de alguna partición de disco duro en uso y de todos los datos los cuales residen en ella (configuraciones, aplicaciones, documentos, etc.), y comprimirlos dentro de una imagen de CD en formato ISO. Esto permite un respaldo fácil de los datos de usuario y también hace fácil la creación, por separado, de distribuciones basadas en Debian.

## Usadas por
- Amarok LiveCD
- Ruby on Rails LiveCD
- PCLinuxOS
- Dreamlinux
- Mandriva